# Eberechi Eze
Eberechi Oluchi „Ebere“ Eze (* 29. Juni 1998 in Greenwich) ist ein englischer Fußballspieler nigerianischer Abstammung. Der Flügelspieler steht aktuell beim Erstligisten Crystal Palace unter Vertrag und ist seit 2023 englischer A-Nationalspieler.

## Karriere

### Vereine
Eze begann mit dem Fußballspielen beim FC Millwall, aus deren Jugendakademie er im Sommer 2016 entlassen wurde. Anschließend arbeitete er Teilzeit bei Tesco und konzentrierte sich auf sein Studium. Das Vorspielen beim FC Fulham und dem FC Reading endete erfolglos und von den Verantwortlichen des FC Arsenal wurde er als zu klein bezeichnet.
Im August 2016 absolvierte er ein Probetraining bei den Queens Park Rangers, wo er den Sportdirektor Chris Ramsey beeindrucken konnte und einen Vertrag unterzeichnete. Dort spielte er zunächst für die Reserve. Am 7. Januar 2017 debütierte er bei der 1:2-Heimniederlage in der dritten Runde des FA Cups. Er startete, verletzte sich aber früh in der Partie und musste in der 18. Spielminute durch Yeni N’Gbakoto ersetzt werden. Dieser Einsatz blieb sein einziger für die erste Mannschaft in der Saison 2016/17.
Am 30. August 2017 wechselte Ebere Eze auf Leihbasis bis Jahresende zum Viertligisten Wycombe Wanderers, wo er Spielpraxis im professionellen Fußball sammeln sollte. Sein Debüt gab er am 9. September (6. Spieltag) beim 0:0-Unentschieden gegen den AFC Newport County, als er nach 79 Spielminuten für Matt Bloomfield eingewechselt wurde. Eze drang bereits nach kurzer Zeit in die Startformation vor. Am 7. Oktober (12. Spieltag) erzielte er beim 3:1-Auswärtssieg gegen Cambridge United seine ersten beiden Saisontore. In 20 Ligaspielen traf er bis Januar in fünf Spielen.
Nach seiner Rückkehr zu den Rangers, gelang ihm dort im März 2018 unter dem Cheftrainer Ian Holloway der Durchbruch. Dort traf er am 10. März (37. Spieltag) beim 1:0-Sieg im Heimspiel gegen den AFC Sunderland erstmals in der EFL Championship. In der verbleibenden Spielzeit 2017/18 kam er in 16 Ligaspielen zum Einsatz, in denen ihm zwei Tore und eine Vorlage gelangen.
In der folgenden Saison 2018/19 behielt er seinen Status als Stammspieler bei. Unter dem neuen Trainer Steve McClaren erhielt er die Trikotnummer 10, welches vor ihm bereits von den Klublegenden Rodney Marsh und Stan Bowles oder in jüngerer Vergangenheit von Adel Taarabt getragen wurde. Am 7. August 2018 unterzeichnete er einen neuen Dreijahresvertrag bei den Superhoops. Sein erstes Saisontor erzielte er bereits am 11. August (2. Spieltag) bei der 1:2-Heimniederlage gegen Sheffield United. In dieser Spielzeit bestritt er 42 Ligaspiele, in denen er vier Tore erzielte und vier weitere Treffer vorbereitete.
In der darauffolgenden Saison 2019/20 entwickelte sich Ebere Eze zu einem der gefürchtetsten Offensivspieler der EFL Championship, weshalb er auch das Interesse diverser Erstligisten erwecken konnte. Am 19. Oktober 2019 (12. Spieltag) versenkte er im Auswärtsspiel gegen Hull City in der Schlussphase zwei Strafstöße und beförderte seine Mannschaft mit seinem ersten Doppelpack zum 3:2-Sieg. Am 8. Juli 2020 (42. Spieltag) absolvierte er bei der 0:1-Auswärtsniederlage gegen Wigan Athletic sein 100. Ligaspiel für die Londoner. Bei den Rangers, welche die gesamte Spielzeit im gesicherten Mittelfeld verbrachten, erlebte er mit 14 Toren und acht Vorlagen in 46 Ligaeinsätzen eine hervorragende Saison.
Am 28. August 2020 wechselte Eze zum Erstligisten Crystal Palace, wo er einen Fünfjahresvertrag unterzeichnete.

### Nationalmannschaft
Aufgrund seiner nigerianischen Abstammung kann Ebere Eze auch für die Fußballnationalmannschaft des westafrikanischen Staates auflaufen. Der in England geborene Offensivspieler trainierte im März 2017 mit dem Team Nigeria UK in London mit, einer Auswahl bei der sich in England aufgewachsene Jugendspieler für die nigerianische Nationalmannschaft empfehlen können.
Am 5. Oktober 2018 wurde er erstmals für die englische U20-Nationalmannschaft nominiert Sein Debüt gab er am 11. Oktober beim 2:1-Sieg gegen Italien in der U20 Elite League.
Im November 2019 wurde er englischer U21-Nationalspieler.
Sein Debüt für die A-Nationalmannschaft Englands gab er unter Trainer Gareth Southgate am 16. Juni 2023 in der Qualifikation zur Europameisterschaft 2024 in Deutschland beim 4:0-Sieg über Malta.